# Psila bicolor
Psila bicolor är en tvåvingeart som beskrevs av Johann Wilhelm Meigen 1826. Psila bicolor ingår i släktet Psila och familjen rotflugor. Inga underarter finns listade i Catalogue of Life.